# 팀 월즈
티머시 제임스 월즈(Timothy James Walz, 1964년 4월 6일 ~ )은 미국의 정치인으로 현재 미네소타주 주지사이다.

## 생애

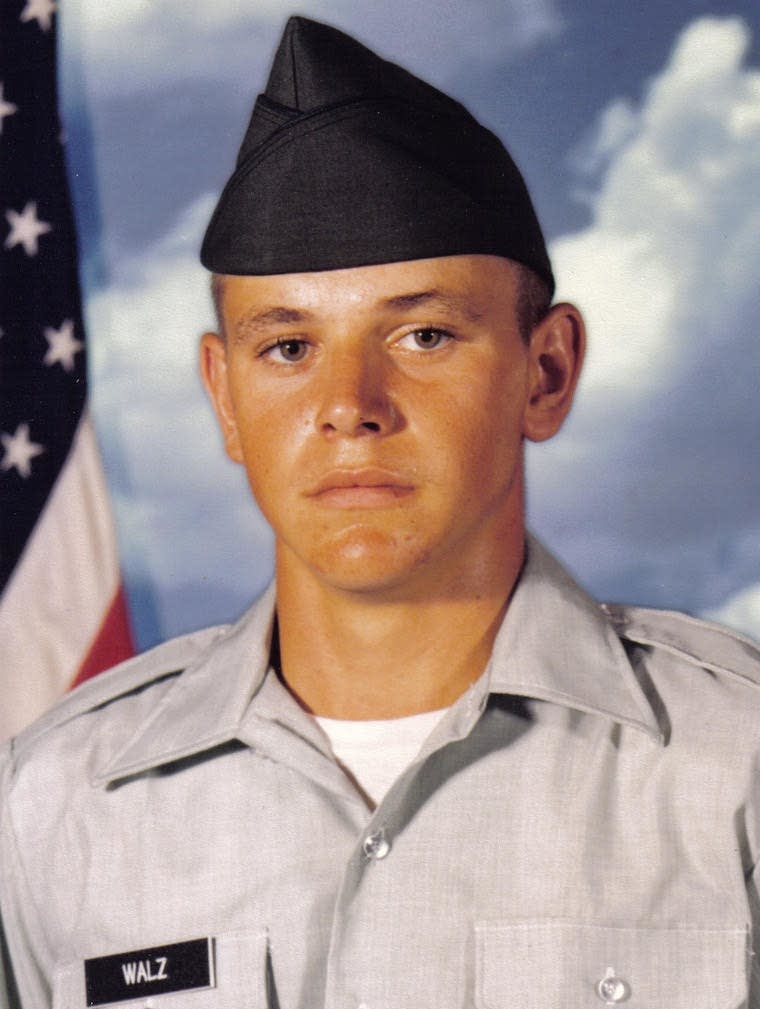
1981년 주방위군 입대 사진

1964년에 미국 네브래스카주 웨스트 포인트에서 태어났다. 아버지 제임스 월즈는 6.25 전쟁에 참전한 유공자이다. 고등학교 졸업 이후 미국 주방위군에서 복무하면서 섀드런 주립 대학교 및 미네소타 주립대학교에서 수학하며 고등학교 교사 자격을 획득하였다. 고등학교 교사 자격을 얻고 학교에서 지리학을 가르쳤으며, 스포츠 코치로 활동하였다. 1981년부터 2005년까지 주방위군에서 복무하였으며, 상사로 예편하였다.
본격적으로 정치에 입문하게 된 시점은 민주당 대선 후보 존 케리의 대선 캠프에 합류하면서다. 대선 캠프에서 활동 이후 2006년에 미네소타 제1선거구에 민주당 후보로 출마하였으며, 당시 현역 하원의원이었던 공화당 길 구트넥(Gil Gutknecht) 의원 경쟁 끝에 승리하였다. 월즈는 미국 하원의원 중 사병으로서는 가장 높은 계급을 가진 의원이기도 하다. 이후 2006년부터 2016년까지 미네소타 제1선거구 하원의원으로서 활동하였으며, 2018년에는 미네소타 주지사 선거에 민주당 후보로 출마하였다. 당시 민주당 당적의 미네소타 주지사였던 마크 데이턴(Mark Dayton)이 3선 도전을 하지 않음을 발표함에 따라 월즈가 출마하였고, 무난하게 당선되었다. 2022년에는 재선에 도전하였으며, 당선되었다.
2024년 조 바이든 대통령이 재선 도전에 포기하고, 부통령인 카멀라 해리스가 민주당 대선 후보로 출마한 가운데, 해리스의 부통령 러닝메이트로 지정되었다.

## 학력
- 섀드런 주립 대학교 정치과학 학사
- 미네소타 주립대학교 맨케이토 과학 석사

## 경력
- 2007.01 ~ 2019.01 미국 미네소타 1구 연방 하원의원
- 2019.01 ~ 제41대 미네소타 주지사
- 민주당 미국 부통령 후보

## 역대 선거 결과
| 선거명      | 직책명                        | 대수  | 정당   | 득표율 | 득표수 (선거인단)  | 결과 | 당락                     |
| ----------- | ----------------------------- | ----- | ------ | ------ | ------------------ | ---- | ------------------------ |
| 2006년 선거 | 하원의원 (미네소타 제1선거구) | 110대 | 민주당 | 52.74% | 141,556표          | 1위  | 미네소타주 하원의원 당선 |
| 2008년 선거 | 하원의원 (미네소타 제1선거구) | 111대 | 민주당 | 62.50% | 207,753표          | 1위  | 미네소타주 하원의원 당선 |
| 2010년 선거 | 하원의원 (미네소타 제1선거구) | 112대 | 민주당 | 49.34% | 122,365표          | 1위  | 미네소타주 하원의원 당선 |
| 2012년 선거 | 하원의원 (미네소타 제1선거구) | 113대 | 민주당 | 57.52% | 193,211표          | 1위  | 미네소타주 하원의원 당선 |
| 2014년 선거 | 하원의원 (미네소타 제1선거구) | 114대 | 민주당 | 54.19% | 122,851표          | 1위  | 미네소타주 하원의원 당선 |
| 2016년 선거 | 하원의원 (미네소타 제1선거구) | 115대 | 민주당 | 50.34% | 169,074표          | 1위  | 미네소타주 하원의원 당선 |
| 2018년 선거 | 미네소타 주지사               | 41대  | 민주당 | 53.84% | 1,393,096표        | 1위  | 미네소타 주지사 당선     |
| 2022년 선거 | 미네소타 주지사               | 41대  | 민주당 | 52.27% | 1,311,607표        | 1위  | 미네소타 주지사 당선     |
| 2024년 선거 | 미국의 부통령                 | 50대  | 민주당 | 48.26% | 75,015,507 (226명) | 2위  | 낙선                     |